# St Anthony-in-Meneage
St Anthony-in-Meneage, conosciuto un tempo anche come St Anthony-in-Kerrier (in lingua cornica: Lannentenin; 170 ab. ca.) è un villaggio con status di parrocchia civile della costa sud-orientale della Cornovaglia (Inghilterra sud-occidentale), situato nella penisola di Lizard  e lungo l'estuario sulla baia di Bristol del fiume Helford e facente parte del distretto di Meneage (e un tempo del distretto di Kerrier).

## Geografia fisica

### Collocazione
St Anthony-in-Meneage si trova tra Helston e Falmouth (rispettivamente ad est della prima e a sud della seconda) e poco ad ovest del villaggio di Helford.

## Società

### Evoluzione demografica
Al censimento del 2001, la parrocchia civile di St Anthony-in-Meneage contava una popolazione pari a 171 abitanti.

## Edifici e luoghi d'interesse
- Chiesa di Sant'Antonio[4]